# Elia Kazan
Elia Kazan (właśc. Elias Kazantzoglou; ur. 7 września 1909 w Stambule, zm. 28 września 2003 w Nowym Jorku) – amerykański aktor, reżyser filmowy i teatralny, scenarzysta i producent greckiego pochodzenia.

## Życiorys
Elia Kazan pochodził z rodziny greckiej żyjącej w Turcji. Przybył do Stanów Zjednoczonych w wieku 4 lat. Wtedy jego rodzice zmienili nazwisko na łatwiejsze do wymówienia dla Amerykanów. Uczył się w Williams College, gdzie czuł się obco wśród anglojęzycznych protestantów. Studiował dramat na Uniwersytecie Yale, następnie wstąpił do Group Theatre. W latach 30. XX wieku przez półtora roku należał do amerykańskiej Partii Komunistycznej, z której odszedł w 1934, gdy dowiedział się o czystkach w Związku Radzieckim.
Po wojnie dał się poznać jako jeden z najlepszych reżyserów Broadwayu, m.in. dzięki inscenizacji Tramwaju zwanego pożądaniem. Jego filmy zawsze były kontrowersyjne i poruszały drażliwe tematy. W 1947 założył Actors Studio, gdzie nauczano wg metod Stanisławskiego. Najwybitniejszy uczeń Kazana – Marlon Brando – grał w kilku filmach swego nauczyciela, m.in. w Viva Zapata! (1952) i Tramwaju zwanym pożądaniem (1951). Kazan odkrył też talent Jamesa Deana.
W 1952 został wezwany przed komisję senacką McCarthy’ego i pod groźbą znalezienia się na tzw. czarnej liście Hollywood złożył zeznania obciążające ośmiu kolegów z Partii Komunistycznej, co zostało negatywnie przyjęte przez środowiska artystyczne i przyczyniło się do zerwania na długie lata przyjaźni z wybitnym dramaturgiem Arthurem Millerem. Fakt ten został przypomniany opinii publicznej Ameryki w 1999, kiedy sędziwy reżyser odebrał nagrodę Amerykańskiej Akademii Filmowej za całokształt działalności artystycznej.

## Filmografia

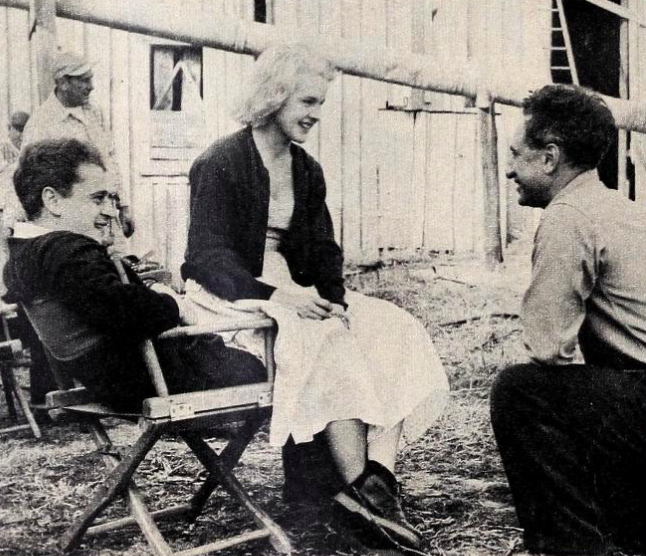
Jack Garfein, Carroll Baker i Kazan na planie filmu Laleczka (1956)

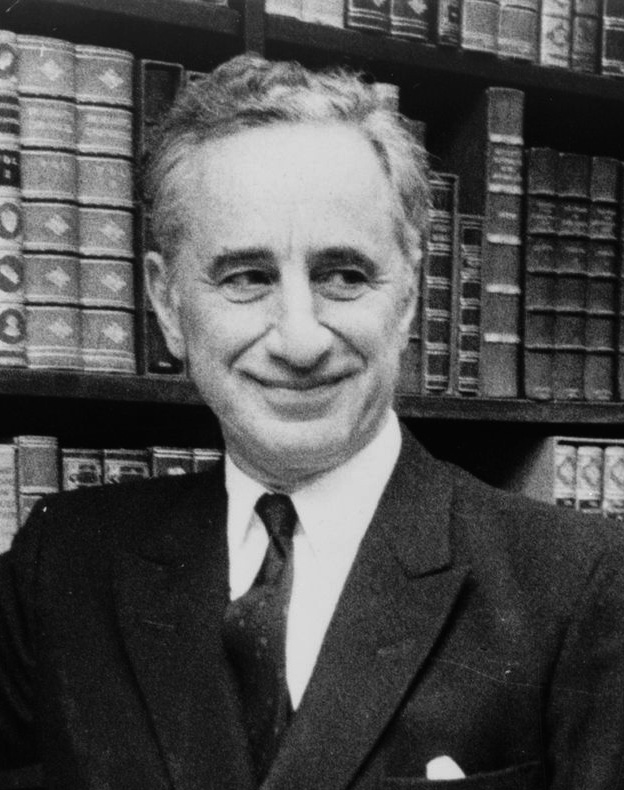
Elia Kazan (1967)

### Reżyser
- People of the Cumberland (krótkometrażowy dokument, 1937)
- Watchtower Over Tomorrow (krótkometrażowy dokument, 1945)
- Drzewko na Brooklynie (1945)
- Morze traw (1947)
- Dżentelmeńska umowa (1947)
- Bumerang (1947)
- Pinky (1949)
- Panika na ulicach (1950)
- Tramwaj zwany pożądaniem (1951)
- Viva Zapata! (1952)
- Człowiek na linie (1953)
- Na nabrzeżach (1954)
- Na wschód od Edenu (1955)
- Laleczka (1956)
- Twarz w tłumie (1957)
- Dzika rzeka (1960)
- Wiosenna bujność traw (1961)
- Ameryka, Ameryka (1963)
- Układ (1969)
- Goście (1972)
- Ostatni z wielkich (1976)

### Scenarzysta
- Blues in the Night (1941)
- Dżentelmeńska umowa (1947)
- Pinky (1949)
- Ameryka, Ameryka (1963)
- Układ (1969)
- Diaspora (2001)

### Producent
- Pie in the Sky (1935)
- Na wschód od Edenu (1955)
- Laleczka (1956)
- Twarz w tłumie (1957)
- Dzika rzeka (1960)
- Wiosenna bujność traw (1961)
- Ameryka, Ameryka (1963)
- Układ (1969)

### Aktor
- Cafe Universal (1934)
- Strangers All (1935)
- Pie in the Sky (1935)
- Droga do sukcesu (1940)
- Blues in the Night (1941)
- Panika na ulicach (1950)
- Mgła (1990)

## Nagrody
- Nagroda Akademii Filmowej
  - 1948: Dżentelmeńska umowa (Najlepszy Reżyser)
  - 1955: Na nabrzeżach (Najlepszy Reżyser)
  - 1999: Oscar Honorowy
- Złoty Glob
  - 1948: Dżentelmeńska umowa (Najlepszy Reżyser)
  - 1955: Na nabrzeżach (Najlepszy Reżyser)
  - 1957: Laleczka (Najlepszy Reżyser)
  - 1964: Ameryka, Ameryka (Najlepszy Reżyser)
- Nagroda na MFF w Cannes 1955: Na wschód od Edenu (Najlepszy Dramat)
- Nagroda na MFF w Berlinie 1953: Człowiek na linie (Nagroda Specjalna)
- Nagroda na MFF w Wenecji
  - 1950: Panika na ulicach (Nagroda Międzynarodowa)
  - 1951: Tramwaj zwany pożądaniem (Nagroda Specjalna Jury)
  - 1954: Na nabrzeżach (Srebrny Lew; Nagroda Krytyków Włoskich; Nagroda OCIC)